# منطقة دوبيوك ميلووركينغ التاريخية
منطقة دوبيوك ميلووركينغ التاريخية Dubuque Millworking Historic District هي منطقة تاريخية معترف بها على المستوى الوطني وتقع في مدينة دوبيوك في ولاية آيوا في الولايات المتحدة. 
أدرجت في السجل الوطني للأماكن التاريخية في عام 2008. تتكون المنطقة من مباني صناعية كبيرة، وتمثل الفترة الانتقالية عندما انتقلت دوبوك من إنتاج الأخشاب إلى إنتاج المطاحن. وترتبط المباني بشركتين محليتين لتصنيع المطاحن، هما كار رايد وآدم لوتشر.
جميع المباني مبنية من الطوب، ويتراوح ارتفاعها بين طابقين وخمسة طوابق. تشمل الميزات الزخرفية الأجنحة والأعمدة وأقواس الدخول الكبيرة والأقواس الزخرفية والحواجز. يملأ اثنان من المباني مبنىً كاملاً، بينما يغطي ثلاثة منها نصف مبنى. وتم تشييد المباني الأكثر أهمية بين عامي 1881 و1924. 